# Atsushi Kazama
Atsushi Kazama (jap. 風間 淳, Kazama Atsushi; * 3. März 1964 in Irihirose (heute: Uonuma), Präfektur Niigata) ist ein früherer japanischer Biathlet.
Atsushi Kazama lebt in Irihirose und trainiert in Sapporo. Der Soldat begann 1985 mit dem Biathlonsport. Wie in Japan üblich gehörte er als Biathlet der „Winterkampfausbildungseinheit“ der Bodenselbstverteidigungsstreitkräfte an. Er nahm 1989 in Feistritz an der Drau an seinen ersten Biathlon-Weltmeisterschaften teil und wurde 38. des Sprints und 62. des Einzels. Bei den Winterasienspielen 1990 in Sapporo gewann Kazama hinter Wang Weiyi und Misao Kodate die Bronzemedaille im Sprint. Im Jahr darauf wurden wieder die Weltmeisterschaften das Großereignis des Jahres für den Japaner. Er wurde 52. des Einzels und 50. des Sprints. Nächstes Großereignis wurden Kazamas ersten Olympischen Winterspiele, die 1992 in Albertville ausgetragen wurden. Bei den Rennen in Les Saisies wurde er 63. des Einzels und 78. des Sprintrennens. 1993 in Borowez wurde er 74. des Einzels, 35. des Sprints und mit Misao Kodate, Manabu Homma und Kyōji Suga 20. des Staffelrennens. 1995 kamen in Antholz ein 32. Rang im Sprint und ein mit Suga, Kodate und Kazumasa Takeda erneut erreichter 20. Platz im Staffelrennen.
Mitte der 1990er Jahre hatte Kazama seine stärkste Zeit im Weltcup. In der Saison 1995/96 erreichte er mehrere Platzierungen unter den besten 20. Höhepunkt wurden erneut die Weltmeisterschaften 1996 in Ruhpolding, bei denen er 23. des Einzels wurde, im Sprint auf den 16. Platz kam und mit Suga, Homma und Kodate 16. des Staffelrennens wurde. Erfolgreichste Saison wurde 1996/97. Bei den Biathlon-Weltmeisterschaften 1997 in Nagano erreichte er seine besten internationalen Ergebnisse. Mit einem neunten Platz im Sprint und Rang sieben in der Verfolgung platzierte er sich die einzigen Male bei Einzelrennen unter den besten Zehn. Zudem wurde er mit Yukio Mochizuki, Takeda und Hironao Meguro Achter mit der Mannschaft und mit Mochizuki, Suga und Homma Staffel-16. Höhepunkt und zugleich Abschluss der Karriere wurden die Olympischen Winterspiele 1998 in seiner japanischen Heimat. In Nagano kam er im Sprint auf den 61. Platz, wurde 45. des Einzels und mit Suga, Meguro und Shūichi Sekiya als Schlussläufer der Staffel 15.

## Biathlon-Weltcup-Platzierungen
Die Tabelle zeigt alle Platzierungen (je nach Austragungsjahr einschließlich Olympische Spiele und Weltmeisterschaften).
- 1.–3. Platz: Anzahl der Podiumsplatzierungen
- Top 10: Anzahl der Platzierungen unter den ersten zehn (einschließlich Podium)
- Punkteränge: Anzahl der Platzierungen innerhalb der Punkteränge (einschließlich Podium und Top 10)
- Starts: Anzahl gelaufener Rennen in der jeweiligen Disziplin
- Staffel: inklusive Mixed-Staffel

| Platzierung                               | Einzel | Sprint | Verfolgung | Massenstart | Team | Staffel | Gesamt |
| ----------------------------------------- | ------ | ------ | ---------- | ----------- | ---- | ------- | ------ |
| 1. Platz                                  |        |        |            |             |      |         |        |
| 2. Platz                                  |        |        |            |             |      |         |        |
| 3. Platz                                  |        |        |            |             |      |         |        |
| Top 10                                    |        | 1      | 1          |             | 1    | 2       | 5      |
| Punkteränge                               | 3      | 4      | 1          |             | 2    | 9       | 19     |
| Starts                                    | 24     | 32     | 5          |             | 2    | 9       | 72     |
| Stand: Karriereende, Daten nicht komplett |        |        |            |             |      |         |        |